# Boris Dlugosch
Boris Dlugosch est un producteur de musique électronique allemand. Dlugosch s'établit comme l'un des meilleurs disc jockeys et producteurs européens de musique électronique. Hormis ses principaux titres à succès tels que Keep Pushin’ en 1996 et Hold Your Head Up High l'année suivante, Dlugosch compose des remixes à succès de titres originellement composés par Moloko, Michael Watford, Edesio, Djaimin, DeMage, et Jasper Street Co. De nombreux titres qu'il a composés ont été classés dans les classements musicaux.

## Biographie
Dlugosch, fils d'un joueur de trombone, originaire d'Allemagne, commence sa carrière musicale à 16 ans, en 1986,. Il signe par la suite aux labels discographiques Peppermint Jam, Lektroluv, et Nurvous Records.
Dlugosch ouvre son propre studio d'enregistrement à Hambourg en été 1997. Le nom de Dlugosch se popularise en 1999 grâce à son remix du titre Sing It Back de Moloko, qui deviendra un véritable phénomène dans les clubs. Il compose par la suite le titre Never Enough, une musique incluant la chanteuse de Moloko, Róisín Murphy. Le titre atteint la 16e position du UK Singles Chart en juin 2001.

## Discographie
- 1992 : Controversy (sous le nom de Subtle Houzze, avec Gary D.)
- 1992 : Could This Be Love (sous le nom de Altered States, avec (Michi Lange)
- 1993 : Split Feelings (sous le nom de Altered States, avec Michi Lange)
- 1995 : Deep Course EP (sous le nom de Deep Course)
- 1996 : Keep Pushin’ (sous le nom de Booom!, avec Mousse T. et Inaya Day)
- 1996 : Miami Special EP (sous le nom de Peppermint Jam Allstars, Michi Lange et Mousse T.)
- 1997 : Hold Your Head Up High (sous le nom de Booom!, avec Mousse T. et Inaya Day)
- 1998 : Check It Out (Everybody) (sous le nom de BMR, avec Michi Lange et Felicia Uwaje)
- 2001 : Never Enough (avec Michi Lange et Róisín Murphy)
- 2001 : Starchild (sous le nom de BMR, avec Michi Lange et Level 42)
- 2005 : Time Slides By (sous le nom de Les Visiteurs, avec Michi Lang et Tommie Sunshine)
- 2009 : Bangkok